# Julie Wilhelmine Hagen-Schwarz
Julie Wilhelmine Hagen-Schwarz (27 de outubro de 1824 – 20 de outubro de 1902) foi uma pintora alemã do Báltico.

## Biografia

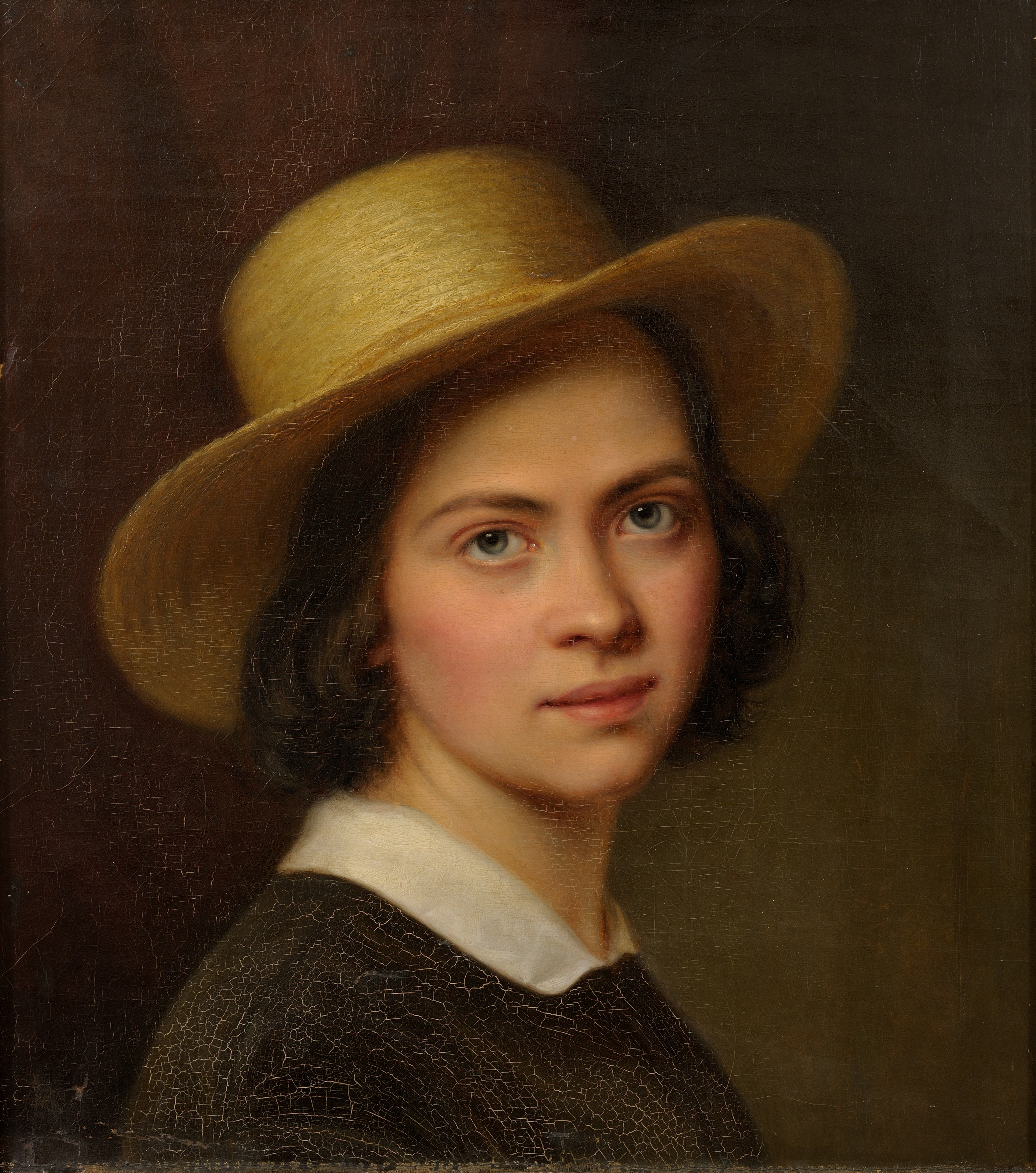
Autorretrato
Julie Wilhelmine Hagen-Schwarz

Ela era filha do pintor August Matthias Hagen; nascida enquanto seus pais estavam em uma excursão de pintura. Ela demonstrou um interesse precoce em desenho, então seu pai não perdeu tempo em lhe dar aulas. Depois de se formar nas escolas públicas, ela se matriculou na Universidade de Dorpat (hoje Universidade de Tartu), onde logo se sentiu atraída pela pintura de retratos.